# ارل فوستر تامسون
ارل فوستر تامسون (انگلیسی: Earl Foster Thomson; ۱۴ اوت ۱۹۰۰ – ۵ ژوئیهٔ ۱۹۷۱) افسر (ارتش)، و سوارکار اهل ایالات متحده آمریکا بود.
وی همچنین برندهٔ جوایزی همچون ستاره نقره‌ای شده‌است.